# Yuma County (Colorado)
Yuma County is een county in de Amerikaanse staat Colorado.
De county heeft een landoppervlakte van 6.127 km² en telt 9.841 inwoners (volkstelling 2000). De hoofdplaats is Wray.